# Ванашимахи (Сергокалинский район)
Ванашимахи (дарг. Ванашимахьи в пер. «вана» — тёплый, «шин» — вода, «махьи» — хутор) — село в Сергокалинском районе Дагестана.
Образует Ванашимахинскую сельскую администрацию (включает села: Ванашимахи, село Аямахи).
Статус центра сельсовета с 1921 года.

## География
Село расположено в 7 км к юго-западу от районного центра — села Сергокала.

## Население
| 1895 | 1926 | 1939 | 1970 | 1989 | 2002  | 2010 |
| ---- | ---- | ---- | ---- | ---- | ----- | ---- |
| 434  | ↗537 | ↗661 | ↘609 | ↘550 | ↗1025 | ↘755 |
| 2012 | 2013 | 2014 | 2015 | 2016 | 2017  | 2018 |
| ↗760 | ↘755 | ↘739 | ↘729 | ↗733 | ↘716  | ↗725 |
| 2019 | 2020 | 2021 | 2023 | 2024 | 2025  |      |
| ↘719 | ↘718 | ↗813 | ↘803 | ↗809 | ↗812  |      |

## Природные ресурсы
Месторождения строительного камня.

## Известные уроженцы
- Народный поэт Дагестана Рашид Рашидов (1928—2011)
- Председатель Верховного Суда ДАССР (в 1970-95) Авадзи Омаров (1927—2007)